# Transition (revista literária) (1927-1938)
Transition uma revista literária experimental que apresentava arte e artistas surrealistas, expressionistas e dadaístas. Foi fundada em 1927 por Maria McDonald e seu marido Eugene Jolas e publicada em Paris. Eles foram mais tarde assistidos pelos editores Elliot Paul (abril de 1927 – março de 1928), Robert Sage (outubro de 1927 – outono de 1928) e James Johnson Sweeney (junho de 1936 – maio de 1938). Após a Segunda Guerra Mundial, a licença de publicação Transition foi transferida dos Jolases e McDonald para Georges Duthuit, que capitalizou o título para Transition e mudou seu foco.

## Origens
A revista literária foi concebida como uma saída para a escrita experimental e contou com a escrita modernista, surrealista e outras linguisticamente inovadoras, bem como contribuições de artistas visuais, críticos e ativistas políticos. Funcionou até a primavera de 1938. Foram produzidas 27 edições. Foi distribuído principalmente através da Shakespeare and Company, a livraria de Paris administrada por Sylvia Beach.
Embora originalmente apresentasse quase exclusivamente experimentalistas poéticos, mais tarde aceitou contribuições de escultores, ativistas dos direitos civis, escultores, críticos e cartunistas. Os editores que se juntaram à revista mais tarde foram Stuart Gilbert, Caresse Crosby e Harry Crosby. Maeve Sage atuou como secretária da revista durante uma parte de sua temporada em Paris.

## Propósito
Publicado trimestralmente, Transition também contou com arte surrealista, expressionista e dadaísmo. Em uma introdução ao primeiro número, Eugene Jolas escreveu:
De todos os valores concebidos pela mente do homem ao longo dos tempos, o artístico provou ser o mais duradouro. Os povos primitivos e os mais civilizados sempre tiveram, em comum, a sede de beleza e a apreciação das tentativas do outro de recriar as maravilhas sugeridas pela natureza e pela experiência humana. O elo tangível entre os séculos é o da arte. Ela une continentes distantes em uma unidade misteriosa, muito antes que os habitantes tenham consciência da universalidade de seus impulsos. Gostaríamos de pensar nos leitores como um grupo homogêneo de amigos, unidos por uma apreciação comum do belo, – idealistas de certa forma – e compartilhar com eles o que nos pareceu significativo. 

## Manifesto
A revista ganhou notoriedade em 1929, quando Jolas publicou um manifesto sobre a escrita. Ele pediu pessoalmente aos escritores que assinassem "A Revolução da Proclamação da Palavra", que apareceu na edição 16/17 da transição. Começou:
Cansado do espetáculo de contos, romances, poemas e peças de teatro ainda sob a hegemonia da palavra banal, sintaxe monótona, psicologia estática, naturalismo descritivo e desejoso de cristalizar um ponto de vista... A narrativa não é mera anedota, mas a projeção de uma metamorfose da realidade" e que "O criador literário tem o direito de desintegrar a matéria primordial das palavras que lhe são impostas pelos livros didáticos e dicionários. 
A Proclamação foi assinada por Kay Boyle, Whit Burnett, Hart Crane, Caresse Crosby, Harry Crosby, Martha Foley, Stuart Gilbert,, A. Lincoln Gillespie, Leigh Hoffman, Eugene Jolas, Elliot Paul, Douglas Rigby, Theo Rutra, Robert Sage, Harold J. Salemson e Laurence Vail.

## Livros de poemas
- McMillan, Dougald. transition: The History of a Literary Era 1927–38. New York: George Brazillier, 1976.
- Hoffman, Frederick J. The Little Magazine: a History and a Bibliography. Princeton: Princeton University Press, 1947.
- IN transition: A Paris anthology. Writing and art from transition magazine 1927–1930. With an introduction by Noel Riley Fitch. New York, London, Toronto, Sydney, Auckland: Anchor Books, Doubleday, 1990.
- Jolas, Eugene. Man from Babel. Ed. Andreas Kramer and Rainer Rumold. New Haven: Yale University Press, 1998.
- Mansanti, Céline. La revue transition (1927–1938): le modernisme historique en devenir. Rennes, France: Presses Universitaires de Rennes, 2009.
- Nelson, Cary. Repression and Recovery: Modern American Poetry and the Politics of Cultural Memory, 1910–1945. Madison: University of Wisconsin Press, 1989.
- Transition Stories, Twenty-three Stories from transition. Ed. Eugene Jolas and Robert Sage. New York: W. V. McKee, 1929.